# Holešov
Holešov (in tedesco Holleschau) è una città della Repubblica Ceca facente parte del distretto di Kroměříž, nella regione di Zlín.
Quando l'esercito di re Sigismondo III di Svezia saccheggiò la Moravia all'inizio della Guerra dei trent'anni la città fu risparmiata allorché la popolazione, al seguito di san Giovanni Sarkander, andò incontro all'armata in processione eucaristica.

## Amministrazione

### Gemellaggi
- Turčianske Teplice
- Pszczyna
- Desinić